# Мекотняк
Мекотняк (словен. Mekotnjak) — поселення в общині Лютомер, Помурський регіон, Словенія. Висота над рівнем моря: 286,2 м.